# 奥島高弘
奥島高弘（おくしま たかひろ、1959年〈昭和34年〉7月7日 - ）は、日本の海上保安官。第46代海上保安庁長官。海上保安大学校本科第28期卒業。

## 人物
北海道小樽市出身。北海道小樽桜陽高等学校を経て、1982年（昭和57年）に海上保安大学校を卒業する。
海上保安官として警備救難、航行安全等の実務に携わり、根室海上保安部長、第3管区海上保安本部交通部長、政務課政策評価広報室海上保安報道官、警備救難部警備課領海警備対策官、警備救難部管理課長、総務部参事官、第8管区海上保安本部長、警備救難部長などを歴任する。
2018年（平成30年）7月31日、海上保安監に就任する。
2020年（令和2年）1月7日、海上保安庁長官に就任する。
2022年（令和4年）6月28日、海上保安庁長官を退任。
2022年（令和4年）11月1日、公益財団法人海上保安協会理事長に就任。